# Joseph Levis
Joseph Louis Levis (Boston, 20 luglio 1905 – Brighton, 20 maggio 2005) è stato uno schermidore statunitense, vincitore di una medaglia d'argento ed una di bronzo nella scherma ai giochi olimpici di Los Angeles del 1932.